# Ельдорадо (торгова мережа)
Ельдорадо — мережа супермаркетів електроніки та побутової техніки. Заснована 1999 року як українська філія однойменної російської мережі, з 2013 року юридично є українською компанією. Станом на початок 2023 року мережа налічувала 95 магазинів.

## Власники
Власниками філії мережі в Україні були засновник російської Эльдорадо Ігор Яковлєв (72 %) та український олігарх Віктор Пінчук (28 %).
2013 року власник мережі-конкурента Технополіс, близький до Януковича український олігарх Віктор Поліщук, придбав українську частину мережі і об'єднав її з власною мережею «Технополіс», залишивши назву «Ельдорадо». Наприкінці 2016 компанія перейменувала на Eldorado.ua. Генеральний директор — Віра Вітинська.

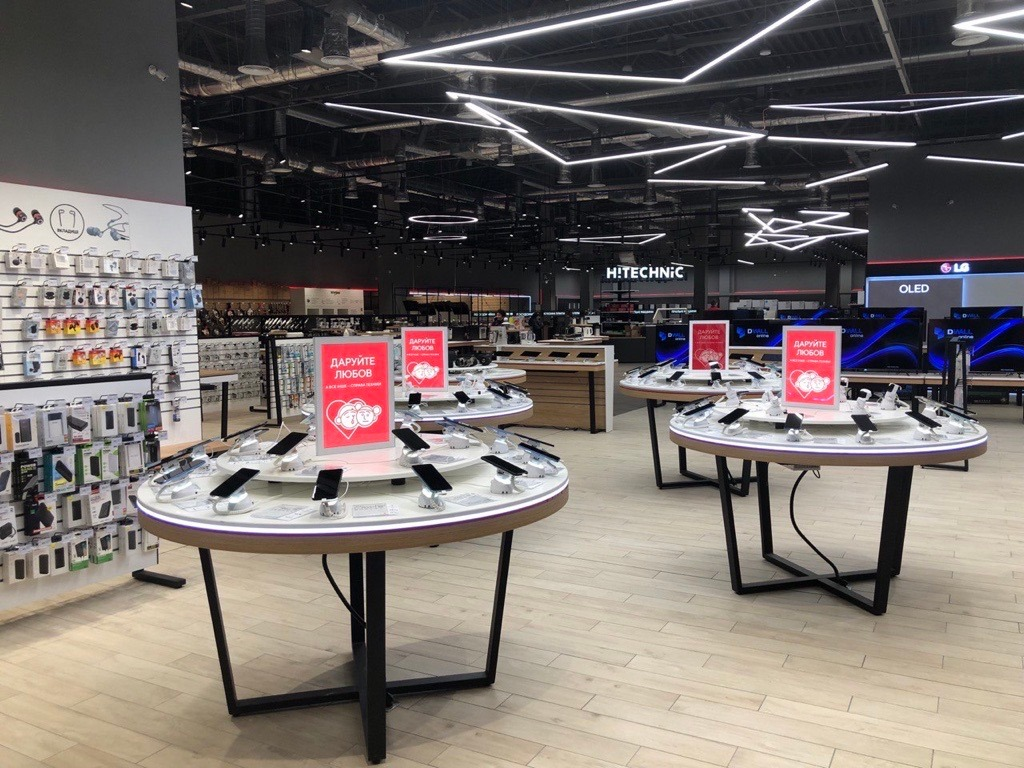
Відновлений магазин в ТРЦ Retroville

## Співпраця з Росією
Мережа продає численну кількість товарів, виготовлених в Росії (на заводах Радиоимпорт-Р та Телебалт) або російськими компаніями, зокрема, Redmond, що виготовляється в Росії та Білорусі, або Elenberg, якою з 1999 року володіє російська компанія Эльдорадо. Інші російські бренди: Hi-technic, Vitesse, Bork, Vinzer та Vitek.

## Історія
Відкрито перший магазин в Україні у Києві 4 грудня 1999 року за франшизою російської компанії «Эльдорадо». У середині 2000-х діяв 91 магазин у 39 містах України.
У 2000 — відкрито магазини в Одесі, Донецьку, Харкові, Львові, Дніпрі, Запоріжжі, Полтаві.
У 2007 — відкрито інтернет-магазин Eldorado.com.ua.
2008 — 2011 — куплено три торговельні мережі: Домотехніка, A&B, MegaMax. Мережа складає 64 магазинів.
2013 — об'єднання торговельних мереж «Ельдорадо» та Технополіс.
2015 — переїзд до офісу в ТРЦ Gulliver.
2016 — проведено ребрендинг, змінено написання назви як Eldorado, запущено новий формат магазинів, згодом компанія змінила логотип на «Eldorado.ua».
2018 — компанія приєдналася до Асоціації рітейлерів України.
2020 — № 56 найбільших українських компаній за версією Forbes Україна.
У 2021 «Ельдорадо» увійшла до переліку компаній, яким можна довіряти свої дані, згідно із дослідженням ГО «Інтерньюз-Україна» Індекс захисту персональних даних-2021.
У 2021 компанія долучилася до освітнього проєкту НБУ щодо безпеки готівкових розрахунків «Анатомія гривні».
У 2022 компанія задіяла власну службу доставки у гуманітарних проєктах та передавала необхідну техніку ЗСУ, ТРО і волонтерам.
У січні 2023 відновлено роботу магазину в зруйнованому під час російського обстрілу ТРЦ Retroville у Києві.

## Соціальні проєкти
- 2019 — спонсор 27-го «Пробігу під каштанами».[26]
- 2020 — у партнерстві з Червоним хрестом передано 100 комплектів побутової техніки українським лікарням[27].
- 2021 — у партнерстві з Gelius передано хірургічний інструмент для операцій у новонароджених Інституту серцево-судинної хірургії ім. Амосова[28].
- 2022 — генеральний партнер Федерації кіберспорту України[29].
- січень 2023 — компанія передала модульний будинок сім'ї з Чернігова[30].

## Проблеми в діяльності
Російське вторгнення в Україну внесло значні корективи у багатьох сферах бізнесу країни. Деякі компанії, які виглядали вкрай успішними та міцними, здаються і буквально припиняють свою діяльність. Неабияка криза торкнулась і мережі «Ельдорадо». Вони частково почали закривати магазини ще у 2021 році, коли вирувала пандемія. У 2022 і 2023 роках ця тенденція тільки посилилась. Лише за 2022 рік кількість магазинів мережі «Ельдорадо» скоротилася на 40 (загальна їх кількість у 2021 році становила 129). У 2023 році також вже відомо про закриття близько 24 магазинів у різних регіонах країни. В торгових центрах все частіше зникають вивіски цієї компанії, а працівників відправляють у відпустку на невизначений термін. Багато проєктів тимчасово поставлено на паузу. Головні конкуренти компанії повідомляють, що найбільші проблеми в «Ельдорадо» розпочалися у 2023 році, коли через війну різко впали продажі. Також, додатковим поштовхом до банкрутства стали постачальники, які змінили умови співпраці й тепер вимагають передоплату. На компанію вплинуло також те, що «Ельдорадо» має великі кредити у банках, які немає змоги вчасно покривати.

## Розслідування
2013 — компанію було оштрафовано на 103.66 млн грн Держінспекцією з питань захисту прав споживачів за змову з конкурентами, мережами Фокстрот і Comfy.
2013 — 60 % імпортної побутової техніки в мережі було контрафактом.
2014 року Державна податкова служба (ДПС) порушила справу проти Eldorado щодо ухилення від сплати податків на суму 100 млн грн.
2018 — мережа опинилась у скандалі через свою рекламу расистського характеру.
2022 — компанії Поліщука, в тому числі «Ельдорадо», з початку повномасштабного вторгнення перестали обслуговувати кредити перед державними банками Ощадбанк та Укрексімбанк
2021—2022 — ТОВ «Технополіс-1», що входить до групи Eldorado, судилось з ДПС щодо вимоги сплатити 700 млн грн у вигляді податків. Технополіс подали зворотний позов, частково задоволений судом. У вересні 2022 суд скасував вимоги податкової до Технополісу.

## Нагороди
- 2016 — № 1 у рейтингу найкращих роздрібних торговців України в сегменті «Побутової техніки та електроніки»[39].
- 2018 — E-commerce-рітейлер року в сегменті в сегменті техніки, електроніки і гаджетів[40]
- 2019 — «Найкраща роздрібна мережа побутової техніки та електроніки», «Вибір країни»[41].
- 2020 — увійшли до топ-25 програм корпоративної соціальної відповідальності за версією видання «Влада грошей»[42].
- 2020 — № 14 серед найкращих роботодавців країни за версією видання «Дєло»[11].
- 2020 — E-commerce-рітейлер року в сегменті техніки, електроніки та гаджетів[43]
- 2021 — № 21 серед найкращих роботодавців країни за версією журналу «ТОП-100. Рейтинги найбільших».
- 2021 — № 56 місце у рейтингу Forbes «100 найбільших приватних компаній України»[44].
- 2023 — Переможець проєкту «Відповідальна країна» в категогії «Власні проєкти благодійних фондів» — проєкт «Цеглинка для родинки»[45]

## Галерея
|                                 |
| Запоріжжя, Соборний проспект, 1 |

|                                   |
| Запоріжжя, Соборний проспект, 226 |

|                                |
| Чернігів на проспекті Перемоги |

|                          |
| В Чернігові перед входом |

|                                 |
| В Чернігові в середині магазину |

|                           |
| Колектив магазину м. Буча |

## Логотипи

Російська версія логотипу
Логотип до 2016 року
Логотип з 2016-го до середини 2017-го року
Логотип з середини 2017-го року
Логотип з 2021-го року